# Obernitz (Adelsgeschlecht)

Wappen derer von Obernitz

Obernitz ist der Name eines alten thüringisch-osterländischen Adelsgeschlechts. Die Herren von Obernitz gehören zum vogtländischen Uradel und sind stammes- und wappenverwandt mit denen von Poseck. Zweige der Familie bestehen bis heute.

## Geschichte

### Herkunft
Vorab:
- Valentin König bezieht sich auf die Chronik der  Vitzthum wenn er ausführt, dass Apeln von Oberniz, Voigt zum Ziegenrück und dem Arnshaugk, ao. 1152 gemeinsam mit Hartmann Vizdom und Geobolden von Frießlar zum Reichs-Tag nach Franckfurt gereist ist.[1]

Am 19. Juni 1258 erscheint das Geschlecht erstmals urkundlich mit Heinrich von Obernitz auf Ziegenrück als Lehns- und Burgmann der Grafen von Orlamünde. Die Stammreihe beginnt mit Apel von Obernitz auf Liebschütz, der 1369 bis 1394 in Urkunden genannt wird.
Der gleichnamige ursprüngliche Stammsitz Obernitz, der bereits 1228 erstmals erwähnt wird, ist heute ein Ortsteil der Stadt Saalfeld in Thüringen. Das heute existierende Schloss Obernitz wurde jedoch erst von den Herren von Thüna im Renaissancestil erbaut, die das Gut Obernitz 1534 übernommen hatten.
In älterer Literatur werden auch andere Ursprünge der Familie erwähnt. Johann Friedrich Gauhe leitete das Geschlecht von dem alten Stamm derer von Brandenstein ab. So soll ein Vorfahre dieser Familie, Friedrich von Brandenstein (um 1295), sich nach seinem Rittersitz von Obernitz genannt haben. Valentin König erwähnt noch frühere Ursprünge. In einem alten vicedomischen Manuskript soll ein Apel von Obernitz, Vogt zu Ziegenrück, 1152 erscheinen. Er soll im gleichen Jahr im Auftrag von Bischof Wichmann von Naumburg zu dem Reichstag nach Frankfurt gereist sein.

### Ausbreitung und Besitzungen

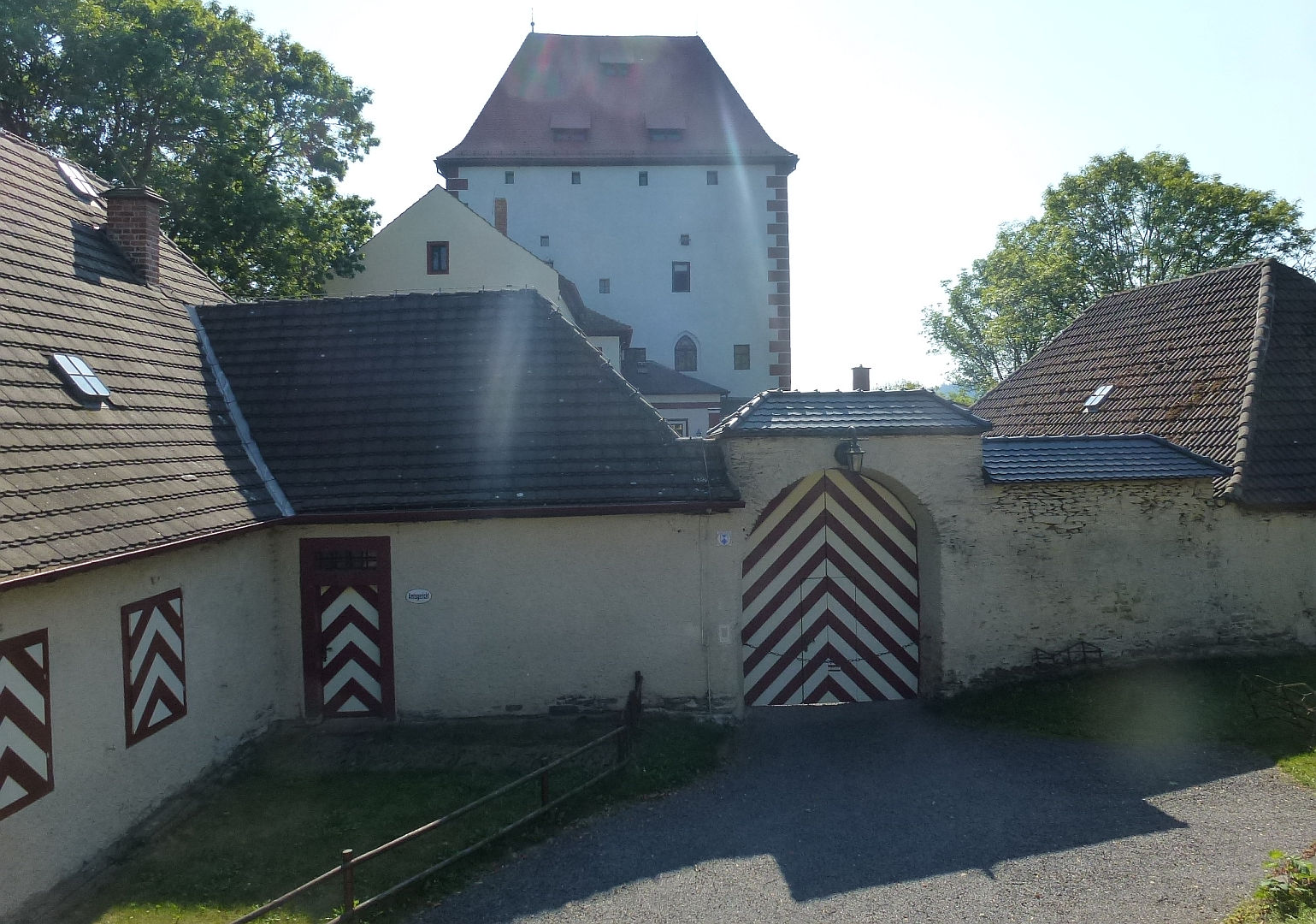
Burg Ziegenrück

Die Familie erwarb im Laufe der Zeit ansehnlichen Grundbesitz. Die Herren von Obernitz kamen noch Ende des 13. Jahrhunderts als Ministerialen auf die Burg Ziegenrück, die sie 1448 auch wiederverkäuflich erwarben. Weitere thüringische Güter waren unter anderem Tausa, Liebschütz (bis 1760), Liebengrün, Külmla, Möckern, Grobengereuth, Henfstädt, Neidenberga und Eßbach. Besitznachfolger ihres Stammsitzes waren seit 1328 ihre Wappengenossen, die von Poseck.  Möglicherweise waren die sogar stammesgleich.
Lehensverhältnisse bestanden auch zu den Thüringer Landgrafen und den Grafen von Schwarzburg. 1448 verkaufte Herzog Wilhelm von Sachsen Stadt und Schloss Ziegenrück wiederverkäuflich für 2000 Gulden an Veit von Obernitz. Hans von Obernitz kaufte 1455 von Heinrich dem Jüngeren von Reuß zu Plauen Burg Voigtsberg samt Amt und Vogtei Vogtsberg mit den Städten Oelsnitz, Adorf und Neukirchen. Ein weiterer Hans von Obernitz zu Oschalling war von 1505 bis 1530 Reichsschultheiß in Nürnberg.
1558 wurden Mitglieder der Familie in die fränkische Reichsritterschaft des Kantons Gebürg aufgenommen. Eine Mitgliedschaft bestand auch im Ritterkanton Rhön-Werra und vermutlich in den Ritterkantonen Baunach und Staigerwald.
Im 19. Jahrhundert konnten Besitzungen in der Niederlausitz, unter anderem Klein Gaglow (1811–1840), Türkendorf und Weißag, erworben werden. In Schlesien war die Familie zu Burgwitz, Gorschel und Machnitz (alle im Landkreis Trebnitz) besitzlich. In der preußischen Provinz Sachsen gehörte ihnen das Gut Eulenfeld (1850–1879) bei Eilenburg.
Im 18. und 19. Jahrhundert zeichneten sich Angehörige des Geschlechts vorwiegend in sächsischen, württembergischen und preußischen Militärdiensten aus.
Von den beiden Hauptlinien des Geschlechts ist die zu Tausa bereits 1778 wieder erloschen. Die Liebschützer Linie blüht bis heute. Am 9. Oktober 1925 wurde ein Familienverband gegründet.

### Standeserhebungen
Johann Heinrich von Obernitz, kaiserlicher Reichshofrat, Münzmeister und herzoglich sachsen-merseburgischer Geheimrat, wurde am 30. April 1695 zu Wien von Kaiser Leopold I. in den Reichsfreiherrenstand erhoben.
Ludwig Karl, der natürliche Sohn des herzoglich württembergischen Kammerherrn und Oberstleutnants Georg Ludwig Freiherr von Obernitz und der Henriette Caroline Renzler, erhielt am 16. Oktober 1789 zu Donaueschingen eine Adelslegitimation unter Beilegung des väterlichen Namens und Wappens allerdings ohne den Freiherrentitel. Die Bestätigung wurde von kaiserlichen Hofpfalzgrafen Joseph Maria Benedikt Fürst zu Fürstenberg ausgestellt.

## Wappen
Das Wappen zeigt in Silber einen roten Pfahl. Auf dem Helm ist ein roter Hut mit Hermelinaufschlag, der mit zwei kurzen Köchern besteckt ist, aus denen je eine weiße Fasanenfeder hervorgeht. Die Helmdecken sind rot-silbern.
Die "Obernitz" sind wappen- und stammverwandt mit den Poseck (Adelsgeschlecht).

## Bekannte Namensträger

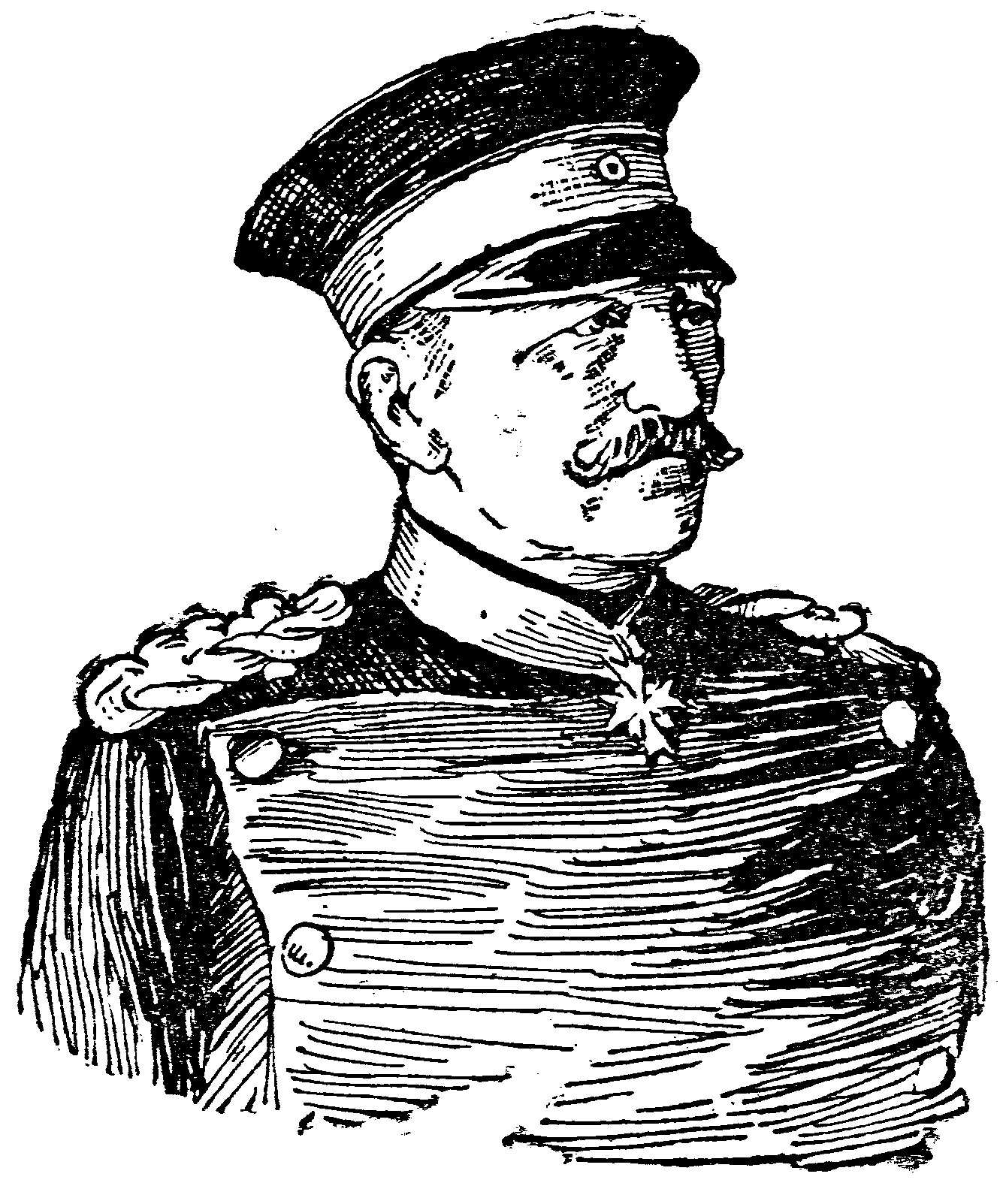
Hugo von Obernitz (1819–1901), Generaladjutant Kaiser Wilhelms I.

- Albert von Obernitz (1804–1879), preußischer Generalmajor
- Eberhard von Obernitz (1854–1920), preußischer Generalmajor
- Friedrich von Obernitz (1840–1918), preußischer Generalleutnant
- Hanns Günther von Obernitz (1899–1944), deutscher Offizier und Politiker (NSDAP)
- Hugo von Obernitz (1819–1901), preußischer General der Infanterie und Generaladjutant Kaiser Wilhelms I.
- Justin von Obernitz (1884–1955), deutscher Generalleutnant
- Moritz August von Obernitz (1743–1823), preußischer Generalmajor, Ritter des Ordens Pour le Mérite
- Moritz von Obernitz (1785–1870), preußischer Hauptmann, Ritter des Ordens Pour le Mérite sowie Großagrarier
- Moritz von Obernitz (Admiral) (1869–1958), deutscher Konteradmiral
- Sybille von Obernitz (* 1962), deutsche Volkswirtin und Politikerin
- Veit von Obernitz (1859–1935), preußischer Generalleutnant